# Государственный строй Марокко

Символ правительства Марокко

Государственный строй Марокко, в отличие от большинства африканских стран, представляет собой дуалистическую конституционную монархию.
Главой государства считается король. Трон передаётся исключительно по мужской линии от отца к старшему сыну. Король правит пожизненно или до самовольного отречения. С 1666 года страной правит династия Алауитов. До 1950-х глава государства носил титул султана.
Главой правительства является премьер-министр. Исполнительной властью обладает правительство, законодательной — двухпалатный парламент (меджлис), избираемый на многопартийной основе. Меджлис Представителей состоит из 325 депутатов (30 из них женщины), избирается на 5 лет. Меджлис Советников состоит из 270 членов и избирается на девятилетний срок.
Однако, власть короля Марокко, хотя и ограничена конституцией, не является символической, как у большинства европейских монархов. Король вправе назначить и снять премьер-министра, а также распустить парламент и назначить новые выборы.
Судебная власть юридически независима, однако, члены Верховного Суда назначаются монархом. Также королём Марокко назначаются вали в каждый из 16 регионов.